# Смит, Рут
Рут Смит (в замужестве — Нильсен) (фар. Ruth Smith; 5 апреля 1913, Воавур, Фарерские острова — 26 мая 1958, Фарерские острова) — фарерская художница и график.

## Биография
Дочь рыбака. Рано осталась сиротой. Зарабатывала на жизнь, работая в маленьком магазине, была почтальоном. С 1930 года несколько лет жила в Дании. Хотела стать медсестрой, подрабатывала горничной, затем в прачечной.
Случайно один из клиентов обнаружил её талант к рисованию и порекомендовал заняться живописью.
Сначала в 1933—1934 гг. Рут Смит брала частные уроки, в 1936—1943 гг. — в художественной школе и Королевской академии искусств Копенгагена.
Позже, вернулась на Фарерские острова; в последние годы жизни жила в маленькой деревушке Нес, которая расположена на фьорда Вагсфьордур. Рут Смит с детства любила плавать в море, но однажды утонула во время купания в фьорде.

## Творчество

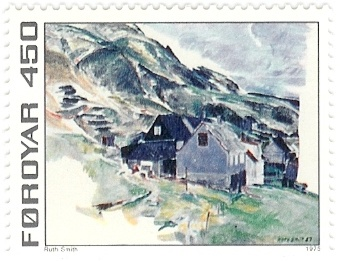
Пейзаж кисти Рут Смит на почтовой марке Фарерских островов. 1975 г.

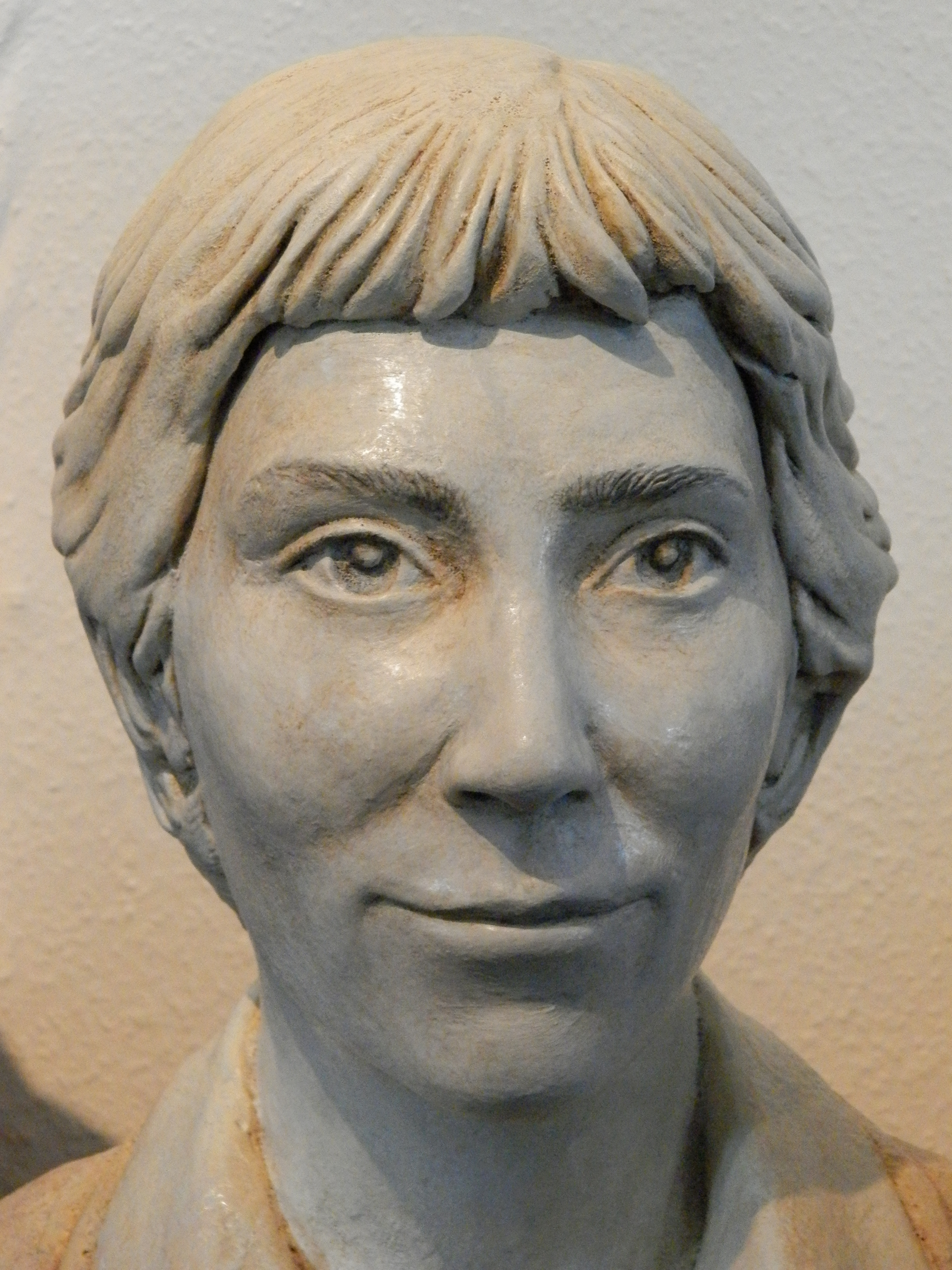
Бюст Рут Смит

Рут Смит — художница-пейзажист и график. В начале творчества находилась под влиянием импрессионистских работ Сезанна. Более поздние работы художницы относят к реализму в живописи.
Рут Смит была чувствительным и очень застенчивым человеком, которая избегала слишком большого внимания. Эта особенность её характера стала одной из причин, по которым художница оставалась относительно неизвестной. Из-за страха потерять зрение, возможно по причине растущей депрессией, ей приходилось постоянно носить очки.
Работы художницы хранятся в Музее искусств Фарерских островов. В родном городе открыт Художественный музей Рут Смит.